# Danh sách loài bướm

## Họ Bướm Phượng

### Bướm cam đuôi dài
Bướm cam đuôi dài hay còn gọi là Papilio polytes Linnaeus. Chúng sống phổ biến trong rừng thứ sinh, các vùng đất canh tác, vườn và bìa rừng

Sải cánh: 90 - 100mm. Bướm cái thường to hơn bướm đực

Bướm đực: Cánh trước nền màu đen,có một số đốm màu xanh đọt chuối. Cánh sau có đốm trắng xanh. Mặt dưới gần giống mặt trên, các gân cánh rõ hơn.

Bướm cái: Có hình dạng tương tự bướm đực, góc cánh trước có màu đen đậm, cánh sau có một hàng đốm hình liềm ở dưới viền màu đỏ.

### Bướm phượng cam

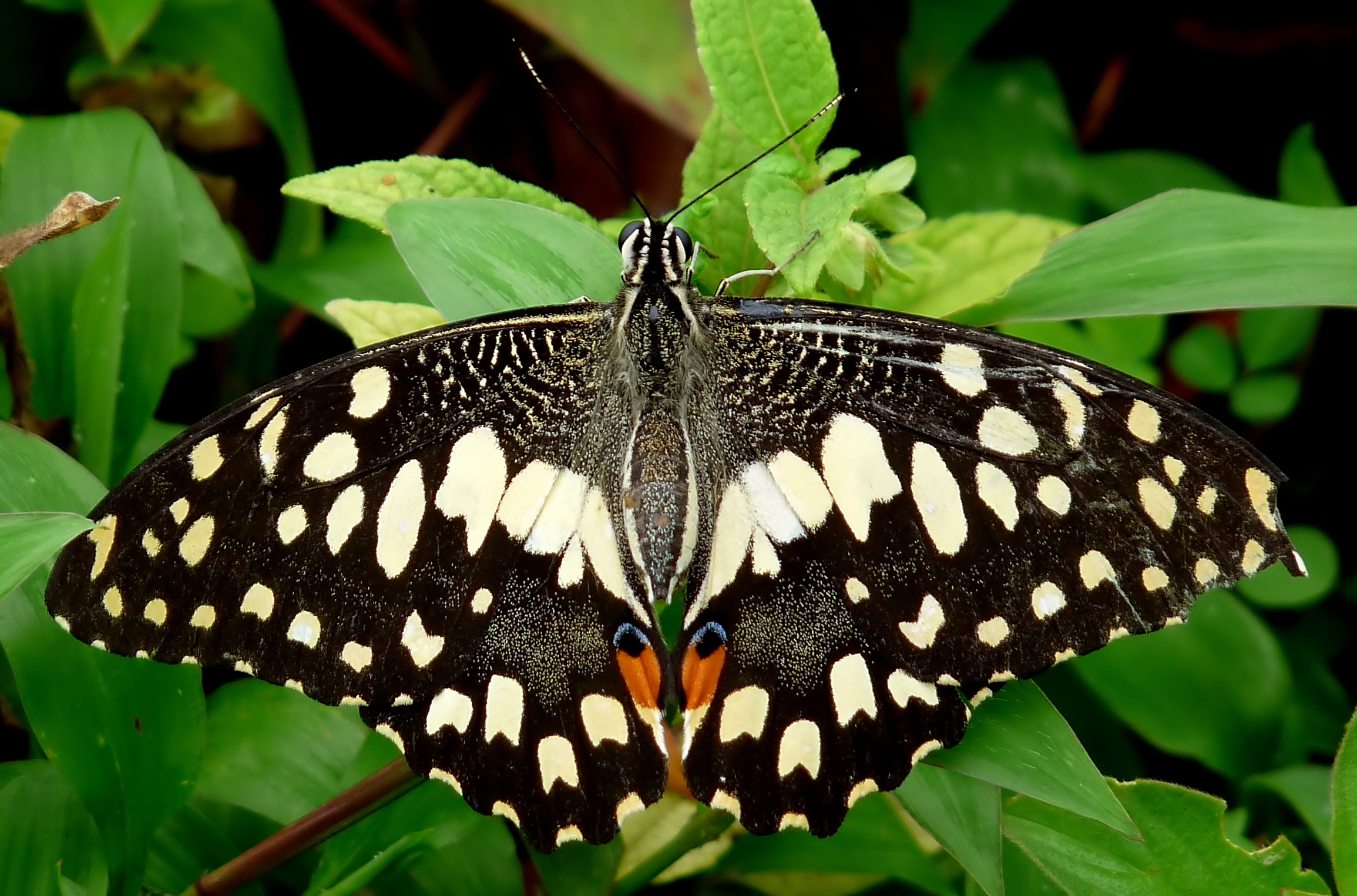
Bướm phượng cam

Bướm phượng cam hay còn gọi là Papilio demoleus. Chúng sống phổ biến trong các vườn cam vì chúng rất thích hoa cam và hoa chanh

Sải cánh: 80 - 100mm. Bướm cái tương tự bướm đực.

Mặt trên: Nền cánh màu đen với các mảng đốm màu vàng nghệ. Cánh trước có một băng gồm các mảng màu vàng và một hàng đốm màu vàng ở rìa cánh. Cánh sau tiếp nối với băng giữa cánh ở bờ trên, có hai điểm mắt, một điểm ở sát bờ trên, một điểm ở bờ dưới có màu đỏ

Mặt dưới: Giống mặt trên, nhưng màu nhạt hơn

### Bướm phượng đen

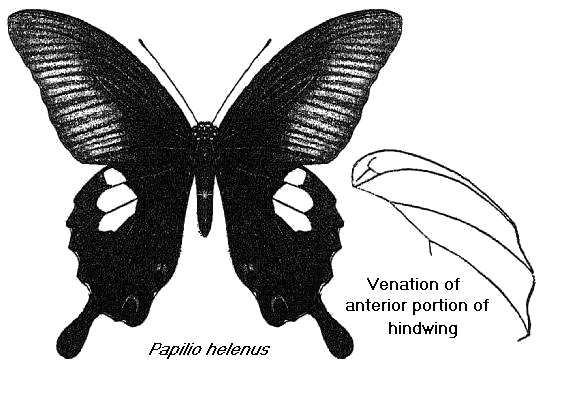
Bướm phượng đen

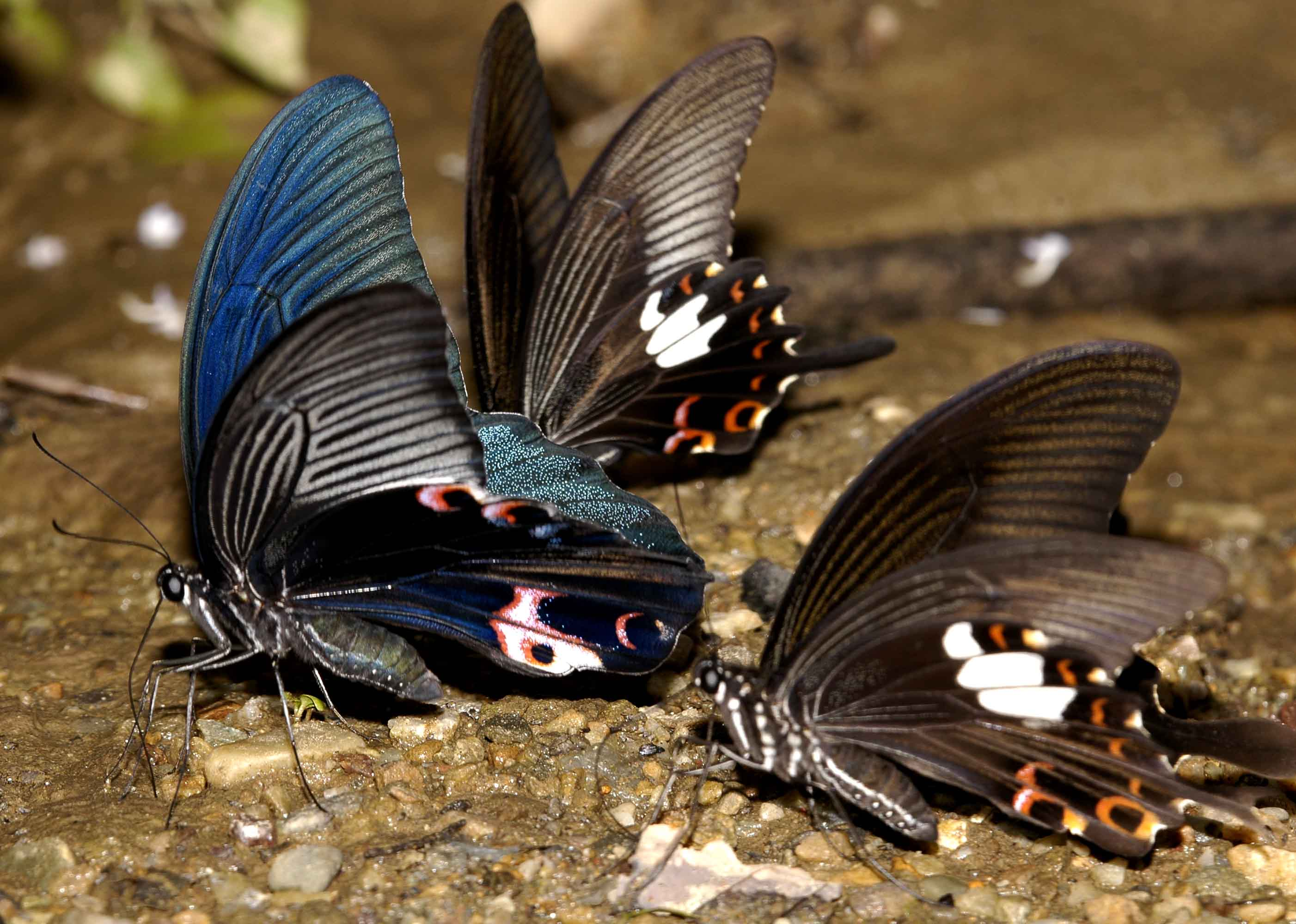
Bướm phượng đen

Bướm phượng đen hay còn gọi là Papilio polytes. Chúng sống phổ biến ở nhiều nơi, chủ yếu trong rừng, bờ sông, suối, ít gặp ở sinh cảnh do con người tạo ra

Sải cánh: 110 - 130mm. Bướm cái tượng tự bướm đưc, là loài bướm lớn.

Mặt trên: Cánh trước màu đen đậm, có một hàng đốm trắng nhỏ ở vùng ngọn cánh. cánh sau có một băng màu vàng ở giữa cánh

Mặt dưới: Tương tự mặt trên nhưng gân cánh rõ hơn, băng màu vàng ở mặt trên thành màu trắng, có một hàng đốm màu đỏ xung quanh viền cánh.

### Bướm phượng Pa-ri

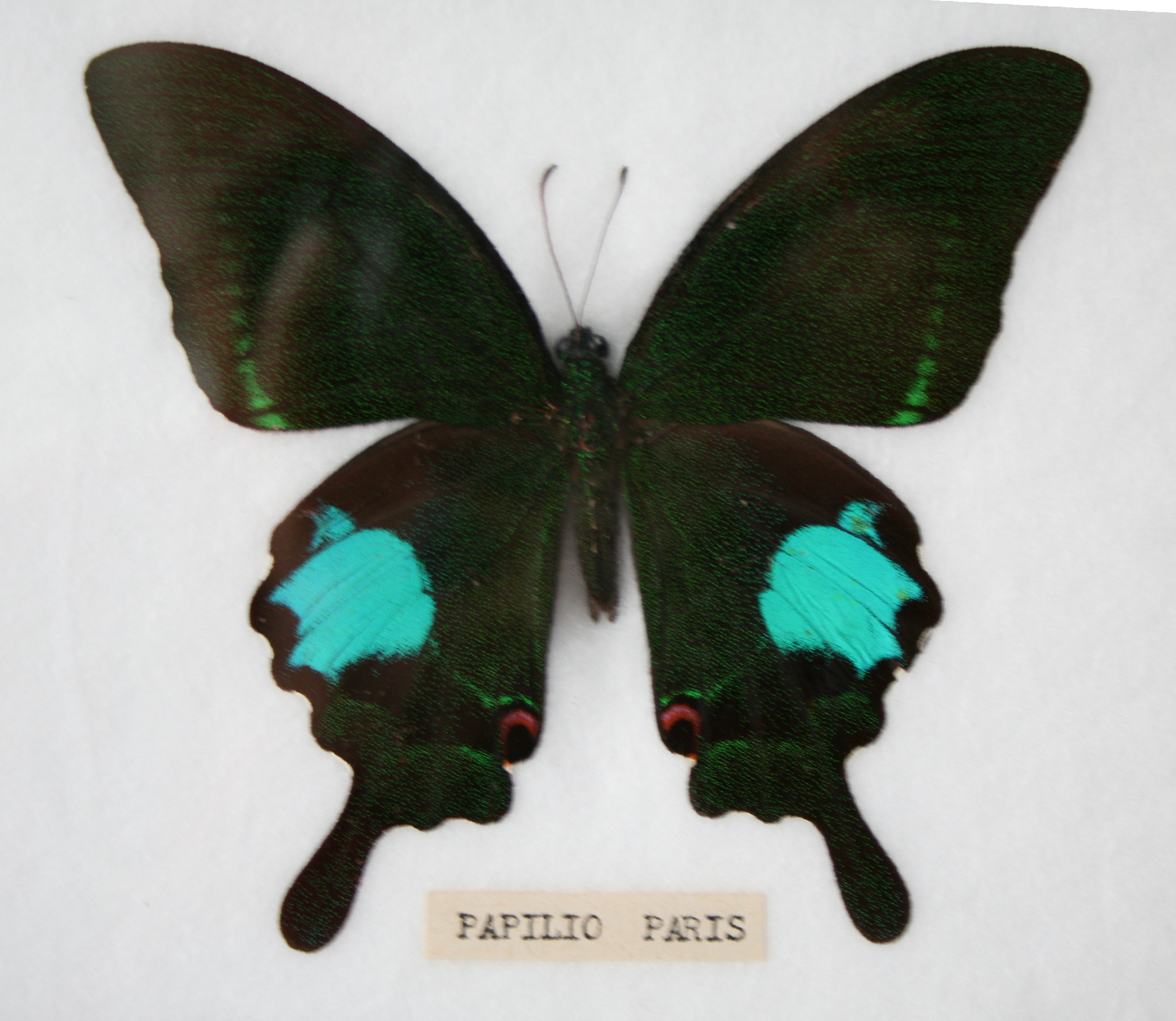
Bướm phượng pari

Bướm phượng Pa-ri hay còn gọi là Papilio paris. Chúng bay rất nhanh, dễ dàng gặp ở bờ cát gần sông, suối, thường gặp ở thảm thực vật thứ sinh trong rừng. Bướm bị thu hút bởi phân thải của chim và thú, tụ tập ở cây long não và các cây khác.

Sải cánh: 90 - 140mm. Bướm cái tương tự bướm đực.

Mặt trên: Cánh trước lượn sóng, màu đen phủ ánh xanh biếc. cánh sau có một màu xanh da trời ở khoảng giữa cánh, một đốm màu đỏ tâm đen ở bờ dưới, ở giữa rìa cánh có đuôi rất đẹp và phủ ánh xanh biếc.

Mặt dưới: Tương tự mặt trên nhưng ánh xanh biếc ít đi. Cánh sau chỉ có một hàng đốm màu đỏ (bảy đốm) xếp ở vùng viền cánh.

### Bướm phượng lớn

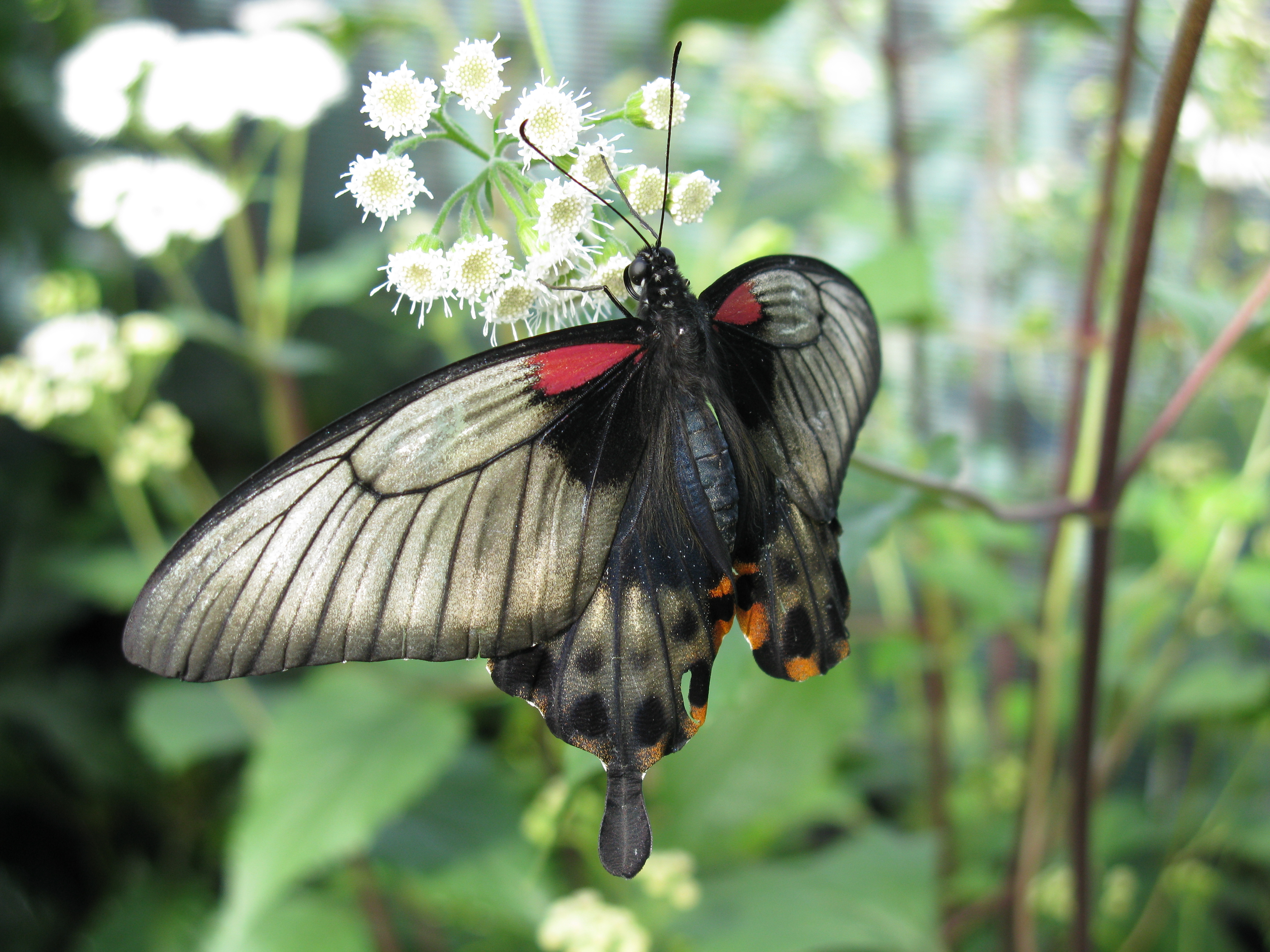
Bướm phượng lớn (đực)

Bướm phượng lớn hay còn gọi là Papilio memnon. Chúng được đặt tên theo kích thước của cơ thể. Hay gặp ở nơi chống trải, thức ăn chư yếu là các cây rừng.

Sải cánh: 120 - 150mm. Bướm đực và bướm cái khác nhau.

Bướm đực:

Mặt trên: Nền cánh màu đen với các sọc màu xanh biếc, xen kẽ các gân dược tô đen ở cả hai cánh.
Mặt dưới: Tương tự mặt trên, ở gốc cánh trước và cánh sau có một đốm rất lớn màu đỏ.
Bướm cái

Mặt trên: Cánh trước lượn sóng, nến cánh nâu nhạt, gân cánh màu đen, gốc cánh màu đỏ. Nền cánh sau màu nâu nhạt, có một hàng đốm màu đen ở vùng viền cánh.
Mặt dưới: Tương tự mặt trên, màu nhạt hơn.

### Bướm phượng thân hồng

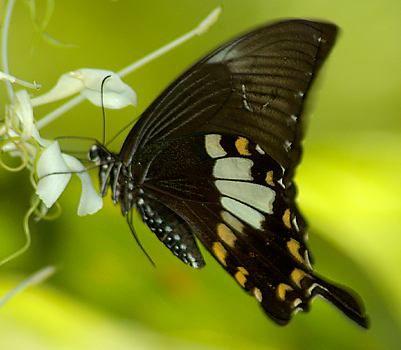
Bướm phượng thân hồng

Bướm phượng thân hồng hay còn gọi là Papilio nephelus. Sống chủ trong rừng, các bờ sông, suối. Thức ăn chủ yếu là cây rừng.

Sải cánh: 110 - 130mm. Bướm cái tương tự bướm đực.

Mặt trên: Nền cánh màu nâu đen, cánh trước lượn sóng, cánh sau hơi lượn răng cưa.

Mặt dưới: Cánh trước màu nhạt hơn, ở vùng ngọn cánh có màu trắng bạc. Dưới tìa cánh sau có đốm hình liềm màu vàng.

### Bướm đuôi kiếm

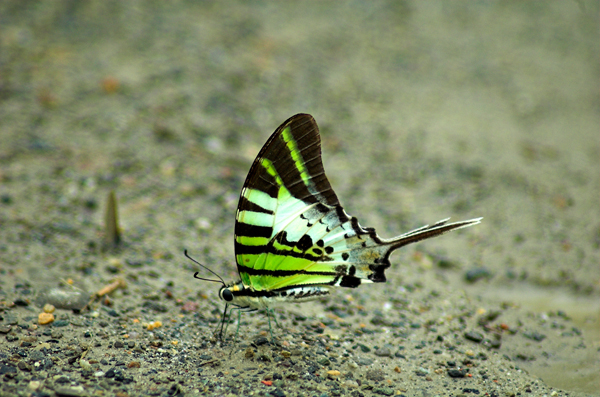
Bướm đuôi kiếm

Bướm đuôi kiếm hay còn gọi là graphium antiphates. Chúng thường đậu trên nền đất ẩm, ưa sáng, thích những nơi trống trải, thức ăn là một số cây họ na

Sải cánh: 80 - 95mm. Bướm cái tương tự bướm đực. Bướm bay rất nhanh và linh hoạt, được đặt tên là bướm đuôi kiếm vì có đuôi hình kiếm.

Mặt trên: Vùng ngọn cánh trước tô đen và có năm băng màu vàng nhạt xếp xát nhau, vùng giữa cánh màu vàng nhạt, bợ trên được tô đen tạo các răng cưa lõm sâu vào trong cánh. Cánh sau có nền màu vàng nhạt, rìa cánh lượn răng cưa, ở giữa có đuôi dài rất đẹp, vùng giữa cánh có các vảy hình liềm màu nâu nhạt.

Mặt dưới: Cánh trước tương tự mặt trên, cánh sau có dấu vết phức tạp, thường màu sậm hơn.

### Bướm đuôi chim

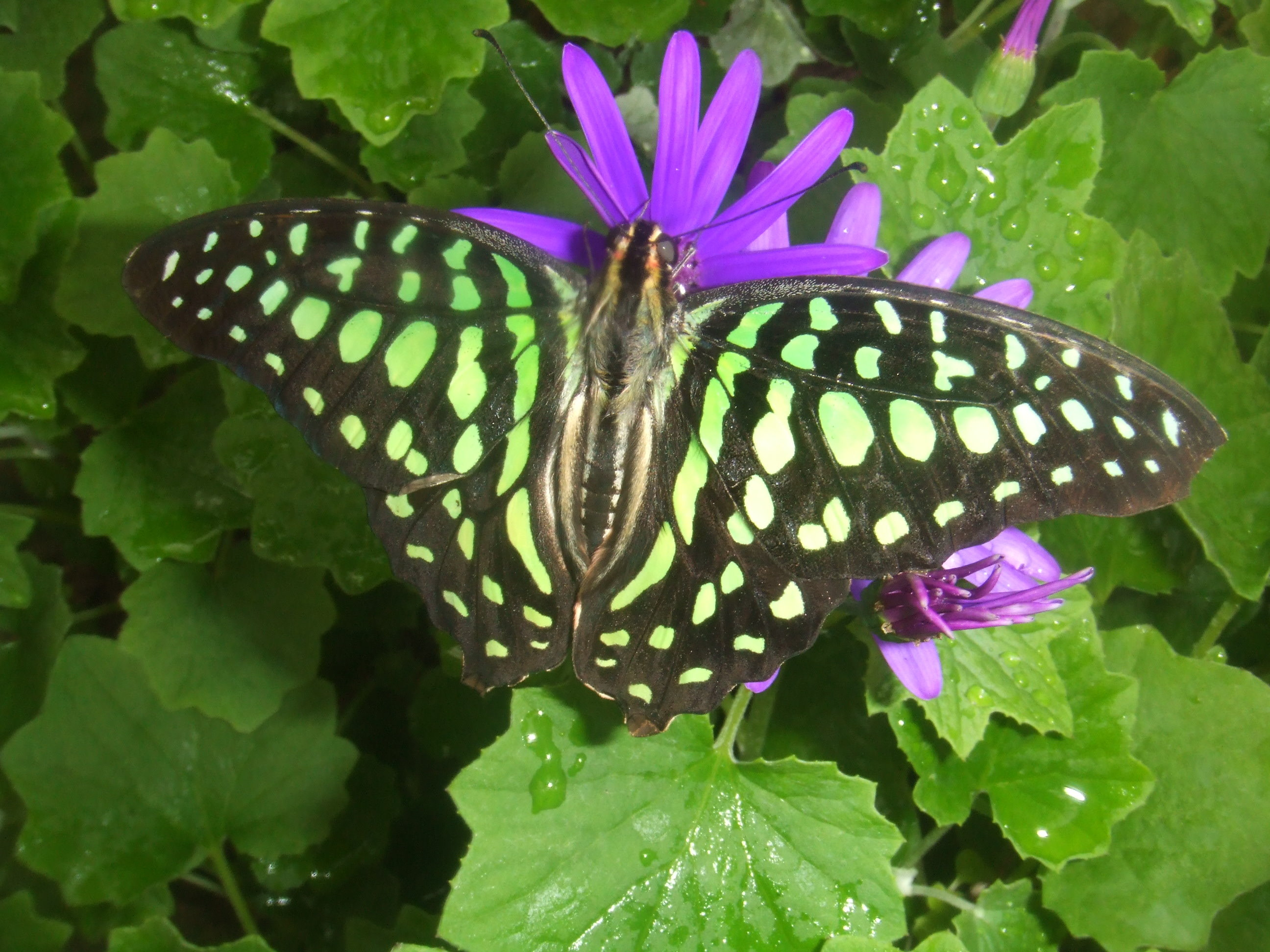
Bướm đuôi chim

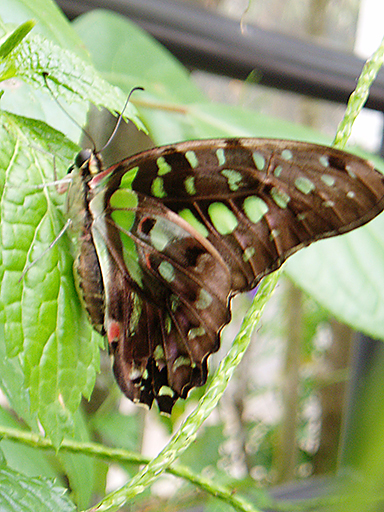
Bướm đuôi chim

Bướm đuôi chim hay còn gọi là Graphium agamemon. Chúng được đặt tên vì có đuôi như đuôi chim. Thường gặp ở các cây thuộc chi Hoa dẻ

Sải cánh: 90 - 120mm. Bướm cái có kích thước lớn và đuôi cánh dài hơn bướm đực.

Mặt trên: Cánh trước có nền màu đen, các đốm màu xanh lá cây tủa ra từ gốc (bốn hàng) và hội tụ ở ngọn cánh, một chạy sát viền cánh). Từ gốc cánh, hai thanh màu xanh tủa ra tù gốc tới bờ dưới.

Mặt dưới: Nền cánh màu nâu xám nhạt, các đốm và thanh màu xanh lá cây tương tự mặt trên.

### Bướm chai xanh

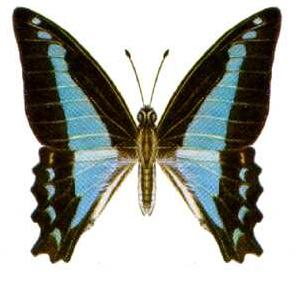
Bướm chai xanh

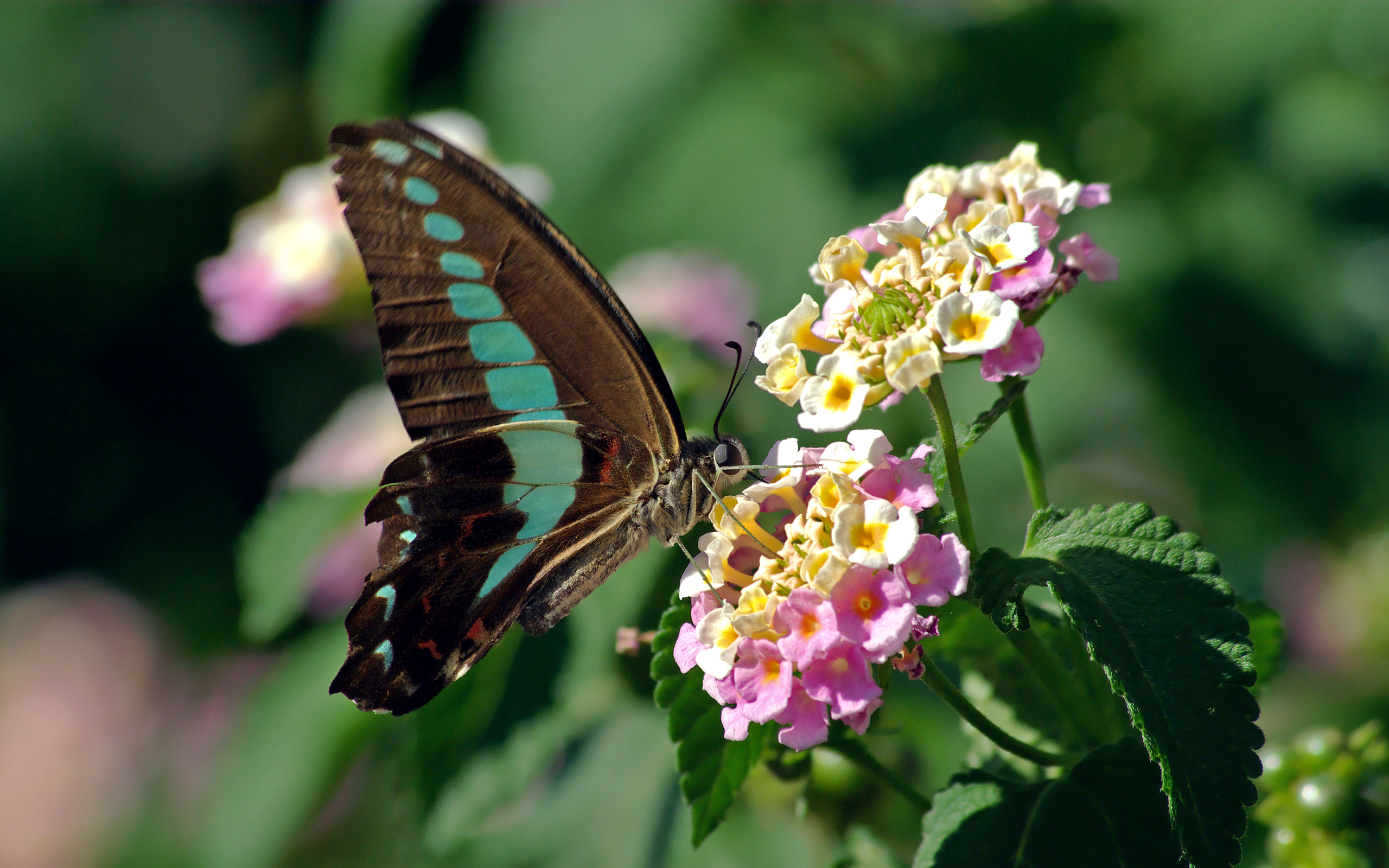
Bướm chai xanh

Bướm chai xanh hay còn gọi là Graphium sarpedon. Chúng thường gặp trong vườn và có thể lẫn với các loài khác ở gần sông, suối.

Sải cánh: 80 - 90mm. Bướm cái tương tự bướm đực nhưng màu nhạt hơn và kích thước cánh thường to hơn. Thức ăn ưa thích thuộc họ Long não, Màng tang, Bơ,...

Mặt trên: Nền cánh trước màu đen, có một băng giữa cánh màu xanh ngọc chạy từ ngọn cánh cho đến khi chạm bờ cánh sau. Cánh sau có một băng giữa nối tiếp băng của cánh trước nhưng nhỏ dần, sát viền cánh là đốm hình liềm màu xanh ngọc.

Mặt dưới: Tương tự mặt trên, nền cánh có màu nhạt hơn, băng giữa cánh và đốm hình liềm có màu trắng